# Voiture omnibus à deux niveaux

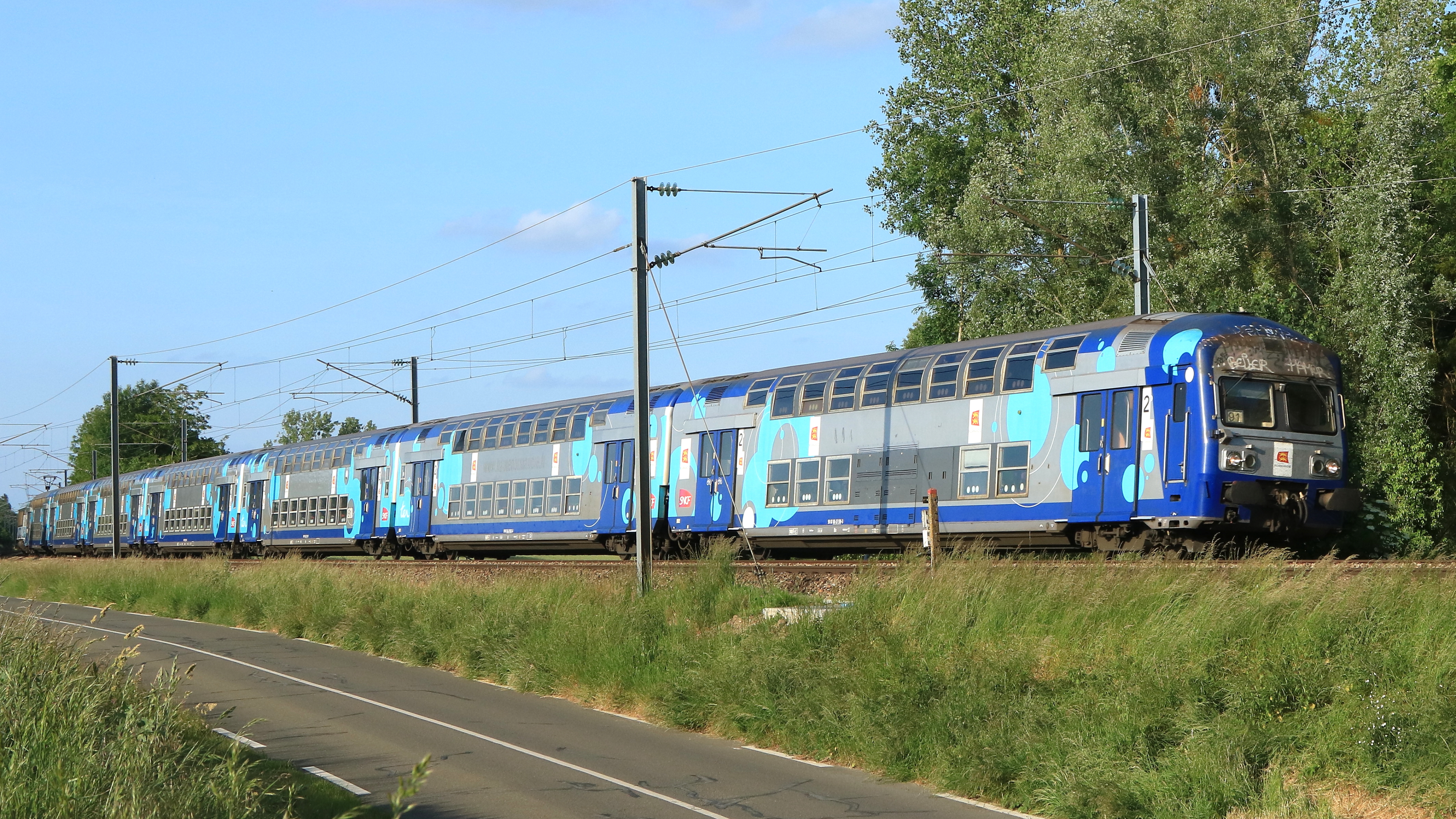
Rame de VO 2N à Neauphlette.

Une voiture omnibus à deux niveaux ou VO 2N est un élément d'une rame ferroviaire, destinée au trafic des trains au-delà de la grande couronne parisienne. Extérieurement similaire à la voiture de banlieue à deux niveaux (VB 2N) dont elle dérive directement, elle possède un aménagement intérieur spécifique plus confortable, et aussi des bogies modifiés, qui lui assure un bruit de roulement intérieur et extérieur très faible (suspension pneumatique) en comparaison de la VB 2N.

## VO 2N

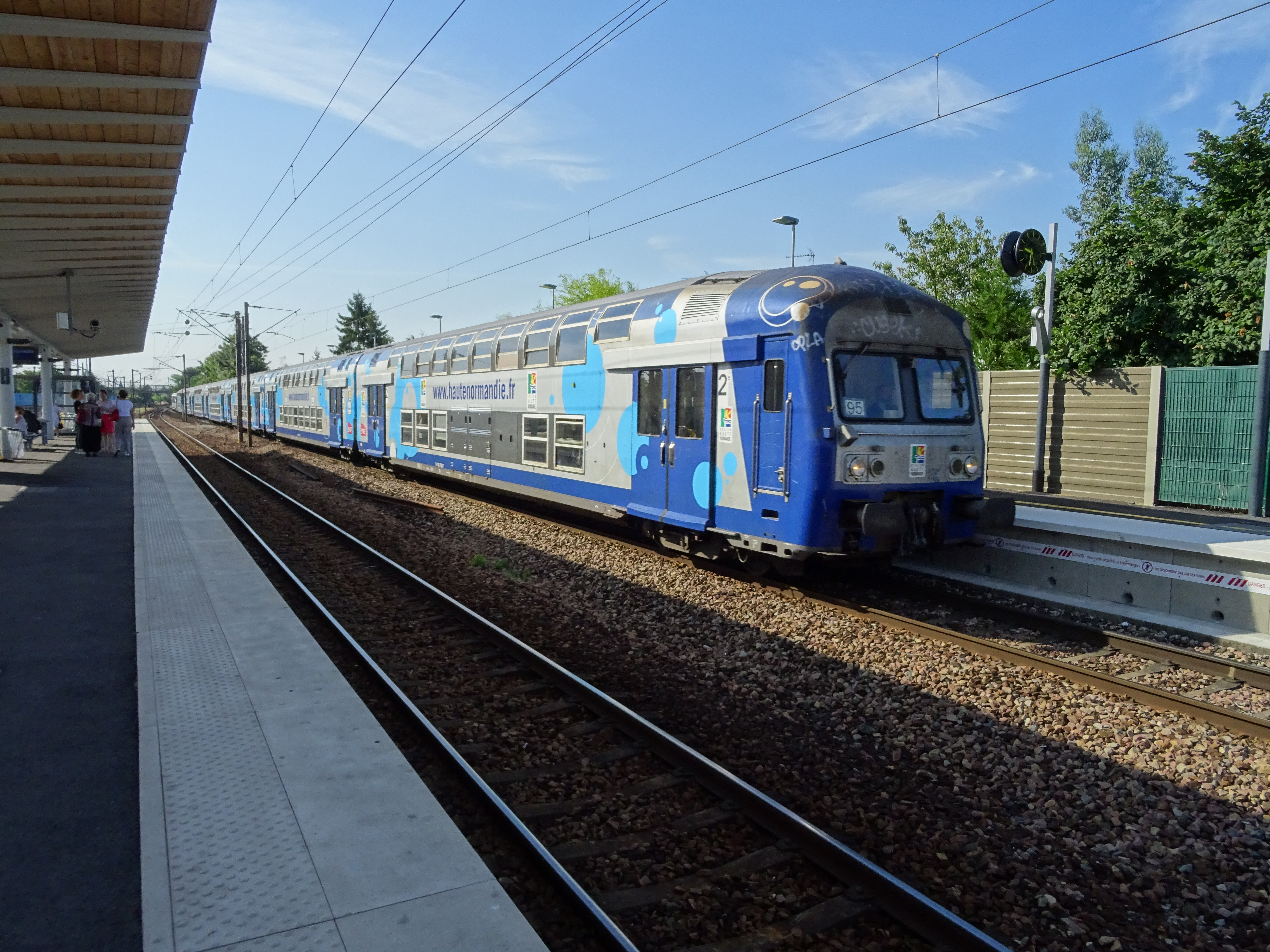
VO 2N en gare de Vernouillet - Verneuil.

Les VO 2N sont conçues à la suite des VB 2N durant les années 1970. Elles se distinguent des VB 2N par leur aménagement légèrement amélioré pour les plus longs trajets qu'elles assurent ; ainsi, elles disposent de sièges individuels équipés d'appui-têtes, de rideaux ou de stores ainsi que de porte-bagages.
Les cent rames sont livrées de juillet 1980 à juin 1981 et desservent la Picardie (Paris - Creil), la région Centre (Paris - Chartres), et, plus récemment, la région de Paris-Saint-Lazare (Paris - Vernon - Rouen et Paris - Évreux - Serquigny). Ces voitures sont conçues pour des dessertes omnibus de grande couronne, au-delà de la banlieue administrative, mais, théoriquement, pour des trajets ne dépassant pas 150 km. Elles assurent en fait de nombreux longs parcours durant les super-pointes, voire lors des fins de semaines ordinaires, du type Paris-Lille, Maubeuge, Le Mans ou encore Châlons-en-Champagne, où elles sont remorquées sans réversibilité à la vitesse de 140 km/h. En août 1988, la SNCF commande dix voitures « Be » supplémentaires afin de compléter le parc, notamment pour assurer une composition à neuf caisses sur l'axe Paris – Château-Thierry avant l'arrivée des rames Z 2N. Elles ont été entièrement rénovées au début des années 2000, avec de nouveaux aménagements intérieurs, sauf celles de la région Haute-Normandie qui ne le sont qu'à partir de 2009. Elles arborent actuellement la livrée Transport express régional (TER).
Certaines VO 2N étaient peintes en livrée Île-de-France, elles assuraient ainsi les mêmes missions que les VB 2N. À leur rénovation, elles sont cédées au TER Normandie ou incorporées dans des VB 2N, revêtues de la livrée Transilien.
Les VO 2N construites par la Compagnie industrielle de matériel de transport (CIMT) à 110 unités cohabitent depuis les années 1990 avec des V2N, plus confortables et destinées à leur succéder, puis depuis le milieu des années 2000 avec des automotrices Z 26500, qui devaient, à terme, les remplacer. Depuis 2010, la commande de Z 26500 est close : c'est au Regio 2N "Omneo CITI" qu'il reviendra finalement de remplacer les dernières VO2N le 10 décembre 2024 .

## VR 2N
Les VR 2N (voitures régionales à 2 niveaux) construites à 51 unités par la CIMT sont des VB 2N issues du réseau Transilien Paris Saint-Lazare prêtées dans les années 1980 au réseau régional Nord-Pas-de-Calais lors de l'attente de livraison des rames inox omnibus (RIO) et en remplacement des matériels vieillissants de la région.
Elles ne sont jamais rentrées en Île-de-France et ont été finalement cédées à la région Nord-Pas-de-Calais au début des années 1990. Elles se distinguent par leurs portes de couleur jaune et par un aménagement intérieur spécifique à la desserte régionale. Ces rames sont formées de cinq voitures (désormais sans première classe).
Elles ont reçu trois livrées, la livrée d'origine (grise béton avec un bandeau orange encadré de bandes anthracite), la livrée Nord-Pas-de-Calais (identique à la livrée Île-de-France, le rouge étant remplacé par du jaune) et enfin à partir de 2010 la livrée TER Nord-Pas-de-Calais (livrée TER classique bleue et grise avec les portes peintes en jaune, encadrées de bleu et l'inscription du logo « Région Nord-Pas-de-Calais » au milieu de petites bulles).
Les rames VR2N ont terminé leur service commercial le vendredi 4 juillet 2025, en assurant une dernière circulation sur la liaison TER Lille-Flandres — Béthune. Elles seront désormais remplacées à partir du mois d’août après la pause estivale par les rames V2N picardes réduites à 6 caisses, marquant ainsi la fin définitive de la mythique série VR2N.

## Caractéristiques

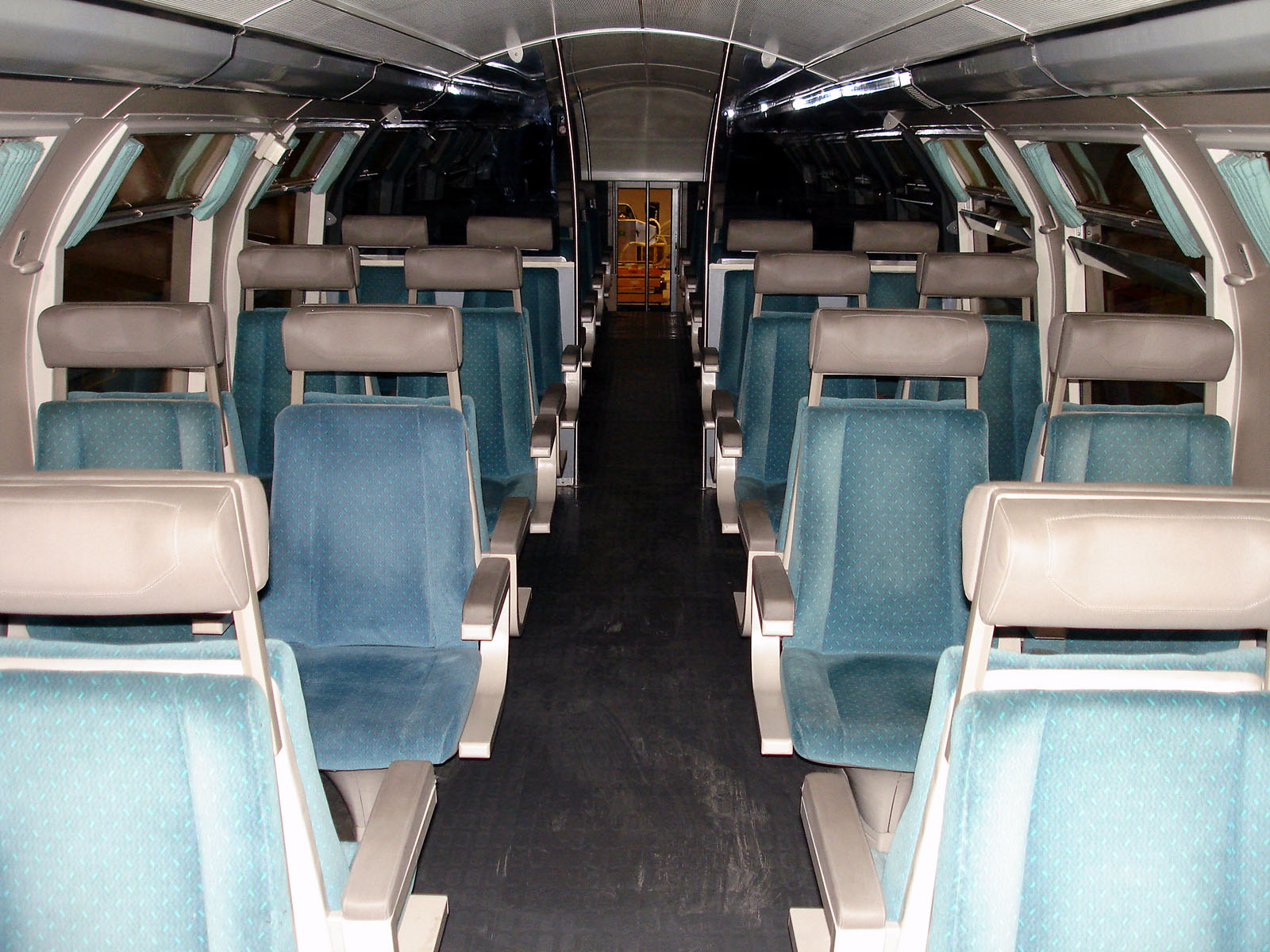
Salle haute d'une voiture du TER Picardie.

Les voitures sont toutes longues de 24,78 m (17,80 m entre pivots). Les voitures de 2e classe (B) et celles de 2e classe avec fourgon (BD) atteignent une masse à vide de 53 t, la remorque mixte de 1re/2e classe (AB) atteint 54 t et la voiture pilote de 2e classe (Bb) atteint 60 t. Elles disposent toutes de toilettes, deux dans la remorque mixte.
Dotées d'une suspension pneumatique, leur vitesse maximale est de 140 km/h.

## Dessertes
Les VO 2N circulaient sur les réseaux TER au départ de Paris-Saint-Lazare jusqu’à leur retrait en 2024 et de Paris-Montparnasse jusqu’en 2016. Elles ont également été utilisées au départ de Paris-Nord, jusqu'à leur retrait en 2012. Les rames appartenant à l'ex-région Picardie ont été cédées à la région Centre-Val de Loire, pour assurer un renfort sur la relation entre Paris-Montparnasse et Chartres, très chargée.
Deux d'entre elles circulent par ailleurs sur le réseau TER Nord-Pas-de-Calais en remplacement des VR 2N Nord-Pas-de-Calais pendant leur rénovation à Saint-Pierre-des-Corps et Périgueux : relations Lille - Arras - Amiens, Lille - Lens, Lille - Dunkerque, Lille - Béthune.
À l'issue de ces remplacements, l'une repartira en rame de réserve à Amiens et l'autre sera engagée sur le réseau TER Centre-Val de Loire (relation entre Paris-Montparnasse et Chartres), comme ses consœurs.
En 2020 , il reste en service quatre rames, en seconde classe uniquement, affectées au TER Normandie sur les axes Paris-Saint-Lazare – Évreux-Normandie – Serquigny et Paris-Saint-Lazare – Vernon – Rouen-Rive-Droite. Autrefois tractées par des BB 17000, elles sont dorénavant tractées par des BB 15000R, depuis 2014. Les rames affectées au TER Centre-Val de Loire (y compris les ex-Picardie), tractées par des BB 8500 ont été radiées entre 2015 et 2016, puis remplacées par des Regio 2N.
À partir de 2024, ces derniers viendront également remplacer les dernières rames de VO 2N qui sont affectées au TER Normandie. Le premier exemplaire d'une tranche de 27 Regio 2N, appelés Omneo 2, commandés par la région Normandie en 2020, a été livré à la fin du mois d'octobre 2023 et a été inauguré le 12 décembre[réf. souhaitée].